# Calm
Calm (estilizado como C A L M) é o quarto álbum de estúdio da banda australiana 5 Seconds of Summer. Foi em lançado em 27 de março de 2020.

## Antecedentes
O álbum foi anunciado nas redes sociais da banda em 5 de fevereiro de 2020. Alguns dias antes, a banda também confirmou que embarcará na No Shame Tour para promover álbum.

## Singles
O primeiro single do álbum, "Easier", foi lançado pela Interscope em 24 de maio de 2019. O segundo single, "Teeth" foi lançado em 21 de agosto de 2019 e também foi incluído na trilha sonora de 13 Reasons Why: Season 3. "No Shame" foi lançado como o terceiro single em 5 de fevereiro de 2020, ao lado do anúncio do álbum. "Old Me", originalmente lançada em 21 de fevereiro de 2020 como o primeiro single promocional do álbum, dias depois foi lançada no rádio em 6 de março de 2020 como o quarto single do álbum. "Wildflower" foi lançada em 25 de março de 2020, como quinto single.

## Lista de faixas
Lista de faixas adaptadas do Apple Music e Tidal.
| N.º            | Título                | Compositor(es) | Produtor(es)            | Duração |  |
| 1.             | "Red Desert"          | Calum Hood Luke Hemmings Ashton Irwin Michael Clifford Matthew Pauling                                                      | Matthew Pauling         | 3:49    |  |
| 2.             | "No Shame"            | Hood Hemmings Irwin Clifford Alexandra Tamposi Andrew Wotman Nathan Perez Donna Lewis                                       | Andrew Watt Happy Perez | 3:10    |  |
| 3.             | "Old Me"              | Hemmings Irwin Tamposi Wotman William Walsh Louis Bell Brian Lee Andre Proctor                                              | Watt Bell Dre Moon      | 3:04    |  |
| 4.             | "Easier"              | Charlie Puth Ryan Tedder Tamposi Hemmings Irwin Clifford Hood Wotman Bell                                                   | Puth Bell Watt          | 2:37    |  |
| 5.             | "Teeth"               | Hemmings Irwin Tedder Tamposi Wotman Bell Bernard Sumner Peter Hook Stephen Morris Gillian Gilbert Carl Sturken Evan Rogers | Watt Bell               | 3:24    |  |
| 6.             | "Wildflower"          | Hood Clifford Irwin Geoff Warburton Oscar Gorres Rami Yacoub [ 19 ]                                                         | Gorres                  | 3:40    |  |
| 7.             | "Best Years"          | Hemmings Tedder Tamposi Wotman Perez                                                                                        | Watt Perez Benny Blanco | 3:10    |  |
| 8.             | "Not in the Same Way" | Irwin Hemmings Tamposi Wotman Benjamin Levin Joshua Coleman                                                                 | Watt Blanco             | 3:40    |  |
| 9.             | "Lover of Mine"       | Irwin Hemmings Sierra Deaton Tamposi Wotman Perez [ 20 ]                                                                    | Watt Perez              | 3:26    |  |
| 10.            | "Thin White Lies"     | Hood Hemmings Irwin Clifford Tamposi Wotman Perez Carter Lang                                                               | Watt Perez              | 3:02    |  |
| 11.            | "Lonely Heart"        | Hood Hemmings Irwin Clifford Pauling                                                                                        | Pauling                 | 3:24    |  |
| 12.            | "High"                | Hemmings Hood Clifford Irwin Tamposi Wotman Bell                                                                            | Watt Bell               | 2:58    |  |
| Duração total: | Duração total:        | Duração total: | Duração total:          | 39:30   |  |

| Faixa bônus    |                |         |  |
| N.º            | Título         | Duração |  |
| 13.            | "Kill My Time" | 3:55    |  |
| Duração total: | Duração total: | 43:25   |  |

| Faixas bônus da edição deluxe |                                  |         |  |
| N.º                           | Título                           | Duração |  |
| 14.                           | "Easier" (live from the Vault)   | 3:26    |  |
| 15.                           | "Teeth" (live from the Vault)    | 3:35    |  |
| 16.                           | "No Shame" (live from the Vault) | 3:22    |  |
| Duração total:                | Duração total:                   | 49:53   |  |

## Desempenho nas tabelas musicas
| Tabela musical (2020)                 | Melhor posição |
| ------------------------------------- | -------------- |
| Austrália (ARIA)                      | 1              |
| Áustria (Ö3 Austria Top 40)           | 4              |
| Bélgica (Ultratop Flandres)           | 7              |
| Bélgica (Ultratop Valônia)            | 38             |
| Canadá (Billboard Canadian Albums)    | 7              |
| República Tcheca (ČNS IFPI)           | 81             |
| Dinamarca (Hitlisten)                 | 22             |
| Países Baixos (Dutch Charts)          | 5              |
| Estônia (Eesti Tipp-40)               | 4              |
| Finlândia (Suomen virallinen lista)   | 23             |
| França (SNEP)                         | 42             |
| Alemanha (Offizielle Deutsche Charts) | 7              |
| Hungria (MAHASZ)                      | 8              |
| Irlanda (OCC)                         | 4              |
| Itália (FIMI)                         | 25             |
| Japão (Billboard Japan)               | 66             |
| Japão (Oricon)                        | 77             |
| Lituânia (AGATA)                      | 6              |
| México (AMPROFON)                     | 4              |
| Nova Zelândia (RMNZ)                  | 4              |
| Noruega (VG-lista)                    | 15             |
| Polónia (ZPAV)                        | 7              |
| Portugal (AFP)                        | 4              |
| Escócia (Official Scottish Albums)    | 1              |
| Eslováquia (ČNS IFPI)                 | 82             |
| Suécia (Sverigetopplistan)            | 26             |
| Suíça (Schweizer Hitparade)           | 13             |
| Reino Unido (Official Albums Chart)   | 1              |
| Estados Unidos (Billboard 200)        | 2              |